# Kir Bulichov
Kir Bulichov (Ígor Vsévolodovich Mozheiko / И́горь Все́володович Може́йко, conocido también como Kiril Bulichov / Кирилл Булычёв, Moscú, 18 de octubre de 1934 - ibíd., 5 de septiembre del 2003) fue un historiador, orientalista y escritor de ciencia ficción ruso que vivió en la época de la Unión Soviética.
El seudónimo, con el que publicó buena parte de su obra literaria por prudencia, ya que en el ámbito del orientalismo no se consideraba la ficción como un trabajo serio, estaba sacado de la unión del nombre de su esposa y el apellido de soltera de su madre. "Kiril" sería después abreviado como "Kir". Las obras extraliterarias fueron publicadas con su nombre auténtico. Con las literarias, mantendría el seudónimo hasta recibir en 1982 el  Premio Estatal de la Unión Soviética por sus guiones cinematográficos, en concreto por el de la película de Richard Víktorov "Per aspera ad astra" ("Por los obstáculos, a las estrellas"), título que reproduce una frase de Séneca el Joven: "Ad astra per aspera". A pesar de descubrirse la identidad correspondiente al seudónimo, el despido tan temido por Ígor no se materializaría.

## Reseña biográfica
En 1957, se graduó en el departamento de traducción del Instituto Estatal Pedagógico de Lenguas Extranjeras de Moscú (entidad ésta que llevaría el nombre de Maurice Thorez de 1964 a 1990).
Después, Bulichov trabajaría dos años como traductor y corresponsal de la agencia "Nóvosti" en Birmania.
En 1959, regresó a Moscú para continuar sus estudios iniciándose en el orientalismo. Comenzó a publicar artículos de prensa históricos y geográficos para las revistas "Around the World" y "Asia y África hoy en día".
Se casó con Kira Soshínskaya (Кира Сошинская), con la que tuvo a su hija Alisa Ígorevna Mozheiko (Алиса Игоревна Можeйко).
Su primera narración se publicó en 1961, el mismo año en que nació su hija.
Acabó la preparación orientalística en 1962, y el año siguiente empezó a trabajar en el Instituto de Estudios Orientales de la Academia de las Ciencias de la URSS. Su especialidad sería la historia de Birmania en la época medieval.  
Obtuvo el grado de maestría en 1965 con una tesina sobre El Reino de Pagan entre los siglos XI y XIII; y el doctorado lo obtendría en 1981 con la tesis La  Sangha budista y el estado en Birmania.  Llevaría a cabo además a lo largo de su vida otros trabajos sobre la historia del Sudeste Asiático.
También en 1965, escribió su primera historia de ciencia ficción, "El deber de la hospitalidad" ("Долг гостеприимства"), que se publicó como la "traducción de una historia del escritor birmano Maun Sejn Kyi".
Bulichov trabajó como editor en las revistas de ciencia ficción "Mediodía" ("Полдень"), "Siglo XXI" ("XXI век") y "Si ..." ("Eсли"). Esta última, que se hallaba en bancarrota a mediados de los  años 90, fue sacada adelante por él.
Tras una larga enfermedad, Kir Bulichov murió el 5 de septiembre de 2003, a los 68 años. Fue enterrado en Moscú, en el cementerio Miússkoie.

## Obra
Es difícil precisar el número de obras publicadas por Kir Bulîchov debido, por una parte, a su gran cantidad (más de un centenar de obras literarias y varios centenares de estudios y ensayos que tratan de cuestiones de historia, orientalismo y literatura), y por otra parte al hecho de que se han reeditado muchas de ellas y hay distintas colecciones y antologías de sus narraciones, recopilaciones algunas de éstas en las que una misma historia puede aparecer con títulos distintos.

### Obra literaria
Bulîchov destaca popularmente sobre todo como autor de literatura infantil y juvenil.
Por otro lado, están sus obras literarias para adultos, que son de crítica social y caricaturizan la vida cotidiana en la Unión Soviética.

#### Ciencia ficción
La editorial Eksmo publicó entre el año 2005 y el 2007 casi toda la obra de ciencia ficción de Bulîchov a lo largo de los 18 volúmenes de la serie "Los padres fundadores: el espacio ruso" ("Отцы-основатели: Русское пространство").
Como es también el caso en otros autores prolíficos, muchas de las invenciones de Bulîchov se organizan en ciclos (o series), y algunos de ellos se entrecruzan. 

##### Algunas series

###### "Las maravillas de Gusliar"
(En ruso, "Великий Гусляр")
Bulîchov es conocido por la serie de relatos cómicos acerca de Veliky Gusliar, una ciudad rusa que atrae a todo tipo de extraterrestres y criaturas sobrenaturales. Esa ciudad ficticia es un trasunto de otra real: Veliki Ústiug. La serie consta de unas 70 historias, incluye 7 novelas y se desarrolló durante casi 35 años a partir de 1967. La primera narración fue escrita para una revista búlgara.
Las novelas y los cuentos de este ciclo han acabado organizándose en 5 colecciones:
- "Las prodigios de Gusliar" ("Чудеса в Гусляре")
- "El extraño de Gusliar" ("Пришельцы в Гусляре")
- "Regreso a Gusliar" ("Возвращение в Гусляр")
- "Gusliar en el 2000" ("Гусляр-2000")
- "Los señores de Gusliar"("Господа Гуслярцы")

###### "Las aventuras de Alicia"
(En ruso, "Приключения Алисы")
Otra serie bien conocida de Bulîchov la constituyen las historias de Alisa Seléznyova, una chica del futuro. El personaje está inspirado en la propia hija del autor, Alisa, que nació en 1961, precisamente el año en que Bulîchov comenzó sus publicaciones literarias.
En las primeras aventuras, la historia está contada en primera persona por el personaje que es el padre de la niña, que aún es párvula: el exobiólogo especializado en "cosmozoología" Ígor Sléznyov (Bulîchov empleó su propio nombre de pila y el de su hija para los dos personajes principales). La niña protagonista es prácticamente el único personaje infantil. 
En aventuras subsiguientes, la historia ya está contada en tercera persona, y aparecen más personajes infantiles.
Éstas son algunas de las obras:
- "La niña de la Tierra" o "Una niña a la que nunca le pasa nada" ("Девочка, с которой ничего не случится"), pequeña colección de cuentos cortos y primer libro de la serie de Alicia, en el que ésta aparece como una párvula ya enormemente espabilada. En la colección "Biblioteca de ciencia ficción" que editó Orbis en 1986, figura esta obra en el n.º 62 ("Lo mejor de la ciencia ficción soviética. I"), y viene con el título "Una chiquilla a la que nunca le pasa nada", con traducción de Sebastián Castro, dirección editorial de Virgilio Ortega y asesoría, presentación y comentarios de Domingo Santos. Consta esta obra de los siguientes cuentos:

- - "A manera de prólogo".
  - "Yo marco el número".
  - "Brontia".
  - "Los tutexas".
  - "El shusha tímido".
  - "El fantasma".
  - "Los visitantes desaparecidos".
  - "Una persona en el pasado".

- "La chica del futuro", obra llevada después a la pequeña pantalla como serie.

- "El viaje de Alicia" ("Путешествие Алисы"), de 1975, aventura en la que aparece por primera vez el planeta habitable Sheshineru. Sobre esta historia se haría la película "El misterio del tercer planeta" ("Тайна Третьей планеты"), de 1981, con guion de Bulîchov.

- "Dentro de cien años" ("Сто лет тому вперед"), de 1977. De ésta se sacaría a mediados de los años 80 la película "Huésped del futuro" ("Гостья из будущего").

- "Alicia contra los piratas".

- "Alicia y los cruzados", de 1993.

- Las aventuras de Alicia incluyen una serie parcial llamada "Alicia y sus amigos en los laberintos de la historia".

- "Alicia, la chica del futuro" o "Alicia, la chica de la Tierra", del 2002. Tiempo atrás, los Tres Capitanes recorrían el universo dejando su huella y repartiendo la palabra y los instrumentos del progreso. La Tierra es próspera y posee técnicas avanzadas, y vive en paz con el resto de la Galaxia. Tras tener una conversación con un extraterrestre amigo suyo, el padre de Alicia emprende la busca del último de los Tres Capitanes.

- Varias veces dijo Bulîchov que no iba a escribir más historias de Alicia, pero siempre volvía a ese personaje. La última la terminó en el 2003, poco antes de su muerte; se llama "Alisa y Alicia" ("Алиса и Алисия").

###### "El Doctor Pavlîsh"
(En ruso,  "Доктор Павлыш")
Historias en la tradición fantacientífica soviética de los viajes a otros planetas. El médico Vladislav Pavlîsh está basado en un personaje real del mismo nombre y también médico con quien Bulîchov viajó por el Océano Ártico en la nave "Segezha" (nombre de una ciudad y de un río de Carelia). Se publicaron 9 obras de esta serie.

###### "Andréi Bruce"
Llamado también Andrew Bruce.
(En ruso,  "Андрей Брюс") 
La serie consta de 2 novelas que tienen como protagonista a  Andréi Bruce, agente de una flota de naves interplanetarias que se ve en la necesidad de mostrar auténtico coraje, y que son:
- "El agente KF" ("Агент КФ"). Trata sobre una conspiración en un planeta.

- "La cueva de las brujas" ("Подземелье ведьм"), de 1989, llamada también "La abducción de una hechicera". Trata sobre un experimento destinado a acelerar la evolución de la flora y la fauna de un mundo lejano, así como el desarrollo social de la gente que lo habita. Se hizo también una película con Sergéi Zhigúnov ("Сергей Жигунов") en el papel de Andréi Bruce.

###### "La policía intergaláctica"
(En ruso,  "Интергалактическая полиция")
Serie sobre las pesquisas de la agente Kora Orvat, personaje que es una versión adulta de Alisa.

###### "El instituto de investigación"
(En ruso,  "Институт экспертизы")
Pequeña serie de relatos sobre un laboratorio donde el personal se ocupa de la investigación de fenómenos extraordinarios. Los personajes se repiten en la serie "El teatro de sombras".

###### "El teatro de sombras"
(En ruso, "Театр теней")
Serie que trata de la exploración de un mundo paralelo por parte del mismo equipo de "El instituto de investigación". El protagonista es un arqueólogo que tiene el mismo nombre que un famoso astronauta:  Yuriy Alekséyevich Gagarin ("Garik"). Consta de 3 libros:
- "El año viejo" ("Старый год").

- "Visión cenital de la batalla" ("Вид на битву с высоты").

- "La Operación 'Víbora'" ("Операция „Гадюка“").

###### "El río Cronos"
(En ruso, "Река Хронос")
Serie que, dentro de la ciencia ficción entendida en sentido amplio, pertenece a la modalidad de historia contrafactual o ucronía. Los protagonistas, Andréi Beréstov y Lídochka Ivanítskaya, viajan a mundos paralelos donde son testigos de acontecimientos cambiados con respecto a la historia del nuestro. Se consideran los posibles escenarios de la historia de Rusia. Estas son algunas de las historias: 
Las 4 originales:
- "Heredero" ("Наследник"). Novela.

- "El ataque de Diúlber" ("Штурм Дюльбера"). Novela. Liberación de la familia real después de los  acontecimientos de 1917.

- "Retorno a Trebisonda" ("Возвращение из Трапезунда"). Novela.

- "Atentado" ("Покушение"). Novela.

Añadidas después:
- "La reserva de los académicos" ("Заповедник для академиков"). Novela. Desarrollo del concepto de la bomba atómica en 1934.[1]
- "El bebé Frey" ("Младенец Фрей"). Novela. Resurrección de Lenin en los  años 90.

- "Duérmete, guapa" ("Усни, красавица").

- "A semejantes no se los mata" ("Таких не убивают").

- "La casa de Londres" ("Дом в Лондоне").

###### "Ligon"
Ambientada en un trasunto de Birmania. Consta de 2 novelas:
- "Un terremoto en Ligon hace poco"

- "Gente desnuda"

##### Más narrativa de ciencia ficción, perteneciente a series o ajena a ellas
Muchas de las historias independientes que escribió Bulîchov se publicaron en revistas científicas y populares, como "Química y vida" ("Химия и жизнь") y "Conocimiento - fuerza" ("Знание — сила").
- "Un viaje de trece años".

- "Sobrevivientes" o "Quienes sobreviven" (llevada a la pantalla como película de animación).

- "La cueva de las brujas" (llevada también a la pantalla).

- "Los prisioneros del asteroide".

- "La bola de color lila", de 1982, también llevada a la pantalla.

- "Julka y los extraterrestres".

- "Visitante del Cosmos".

- "Un caballito jorobado para los niños de la Tierra" ("Ein Takan für die Kinder der Erde"), colección recopilatoria alemana en la que aparecen, entre otras, historias de Gusliar y la titular del libro, que es una de las de Alicia y su padre; el caballito jorobado es un personaje de un cuento de hadas ruso de estilo tradicional, y en la historia de Bulîchov el padre de Alicia, en una de sus expediciones a otros mundos en busca de animales exóticos, encuentra una criatura igual a la del cuento y la lleva a la Tierra para ilusión de los niños. La colección fue publicada en Alemania por la editorial Heyne.

- "Media vida en el espacio"

- "La Tierra y más allá"

- "La última guerra", de 1970.

- "Una grúa en las manos» ("Журавль в руках"), de 1976). Cuento sobre mundos paralelos. Describe la vida en otro mundo que interfiere con el nuestro por una guerra feudal que se libra allí.

- "El rapto del mago" ("Похищение чародея"), de 1979. Cuento sobre viajes en el tiempo. Viene gente del futuro para llevar a su tiempo a un importante erudito.

- "La memoria de otro" ("Чужая память"), de 1981. Cuento de clones. Un individuo resultado de una clonación empieza a  comprender los asuntos del original.

- "La ciudad es arriba" ("Город наверху"), 1986. Novela sobre las aventuras de un equipo de arqueólogos en un planeta devastado en el que la gente se ha refugiado en el mundo subterráneo, donde hay una gran ciudad regida por una oligarquía militar.

- "La muerte está en el piso de abajo" ("Смерть этажом ниже"), de 1989. Cuento sobre una catástrofe ambiental en una pequeña ciudad soviética en los tiempos de la perestroika, y sobre el conformismo y la disidencia en la época.

- "El secreto de Urulgán" ("Тайна Урулгана"), 1991. Novela sobre el tema clásico del meteorito con posible vida latente. Una joven inglesa llega a la Siberia prerrevolucionaria en busca de su padre, explorador desaparecido. Se organiza una expedición que recorre el río  Lena en dirección al lugar de la caída de un meteorito.

- "La mascota favorita" ("Любимец"), 1993. Novela sobre el humano como animal de compañía de los conquistadores de la Tierra, sus complicadas relaciones y la rebelión.

- "Pashka el troglodita" ("Пашка-троглодит"), 1998.

- "Misterios antiguos" ("Древние тайны"), de 1999.

- "La despensa de Barbazul" ("Чулан Синей Бороды"), de 1999.

- "Drakonozavr" ("Драконозавр"), del 2001.

- "Los príncipes de la torre" ("Принцы в башне"), del 2002.

- "Los icnuemones" (Наездники), del 2002. Novela sobre las aventuras de una chica que vive sola en una aldea y se conoce con una familia extraña, de una mujer con su niño de sexo indeterminable. Poco tiempo después comienzan a ocurrir acontecimientos espantosos.

- "El refugio" ("Убежище"), novela publicada en el 2004, ya muerto Kir Bulîchov. Se trata de la que hubiera sido la primera parte de un ciclo a modo de respuesta a la serie de Harry Potter. El protagonista se plantea llevar a un refugio subterráneo al resto del pueblo mágico, formado por criaturas de los cuentos de hadas.

##### Más obras de narrativa para adultos
- "El deseo común del pueblo soviético"

- "El paso de montaña"

#### Teatro
Kir Bulîchov escribió, entre otras, diversas obras escénicas para el teatro "Laboratorio" del director Andréi Rossínskiy. Algunas son:
- "Un cocodrilo en el cortil" ("Крокодил на дворе"), adaptación del cuento "Camarada D." ("Товарищ Д.").

- "Una noche en recompensa" ("Ночь в награду"), adaptación del cuento "Gatillazo - 67" ("Осечка-67").

- "La onomástica de la Señorita Vorchalkínoy" ("Именины госпожи Ворчалкиной"), remodelación de una obra de teatro de Catalina la Grande.

#### Traducciones hechas por Bulîchov
En su época de estudiante y con el ánimo de ganar algún dinero, tradujo al ruso Alicia en el País de las Maravillas, de Lewis Carroll, pero como ya existían varias ediciones no llegó a ver publicada su traducción.
Ya con mejor suerte editorial, Bulîchov tradujo al ruso obras de Isaac Asimov, Jorge Luis Borges, Graham Greene, Arthur C. Clarke, Ursula K. Le Guin, Clifford D. Simak, Georges Simenon, Theodore Sturgeon, Robert A. Heinlein, Ben Bova, Anthony Boucher, E. Vinnikov y M. Martin, R. Harris, Sprague de Camp, H. Gorras, Cyril M. Kornbluth, Mya Sein, W. Powers, Por Hla, F. Paul, Pearl Aung, M. Reynolds, M. St Claire, T. Thomas, J. Blanco, D. Uondri, L. Hughes, D. Schmitz y Piers Anthony.

### Estudios y obras de ensayo

#### Historia
- "Las 7 y 37 Maravillas del Mundo" ("7 и 37 чудес").

- "El feminicida" ("Женщины-убийцы").

- "Arthur Conan Doyle y Jack el Destripador" ("Артур Конан Дойл и Джек-потрошитель").

- "1185 D.C.". Obra de 1989.

- "Cabe el mástil de la calavera: la piratería en el Océano Índico".

- "El Sudeste Asiático: unidad en la diversidad".

- "Viento de poniente - tiempo despejado" ("Западный ветер — ясная погода"): célebre libro en el que describe los acontecimientos de la Segunda Guerra Mundial en el sudoeste de Asia.

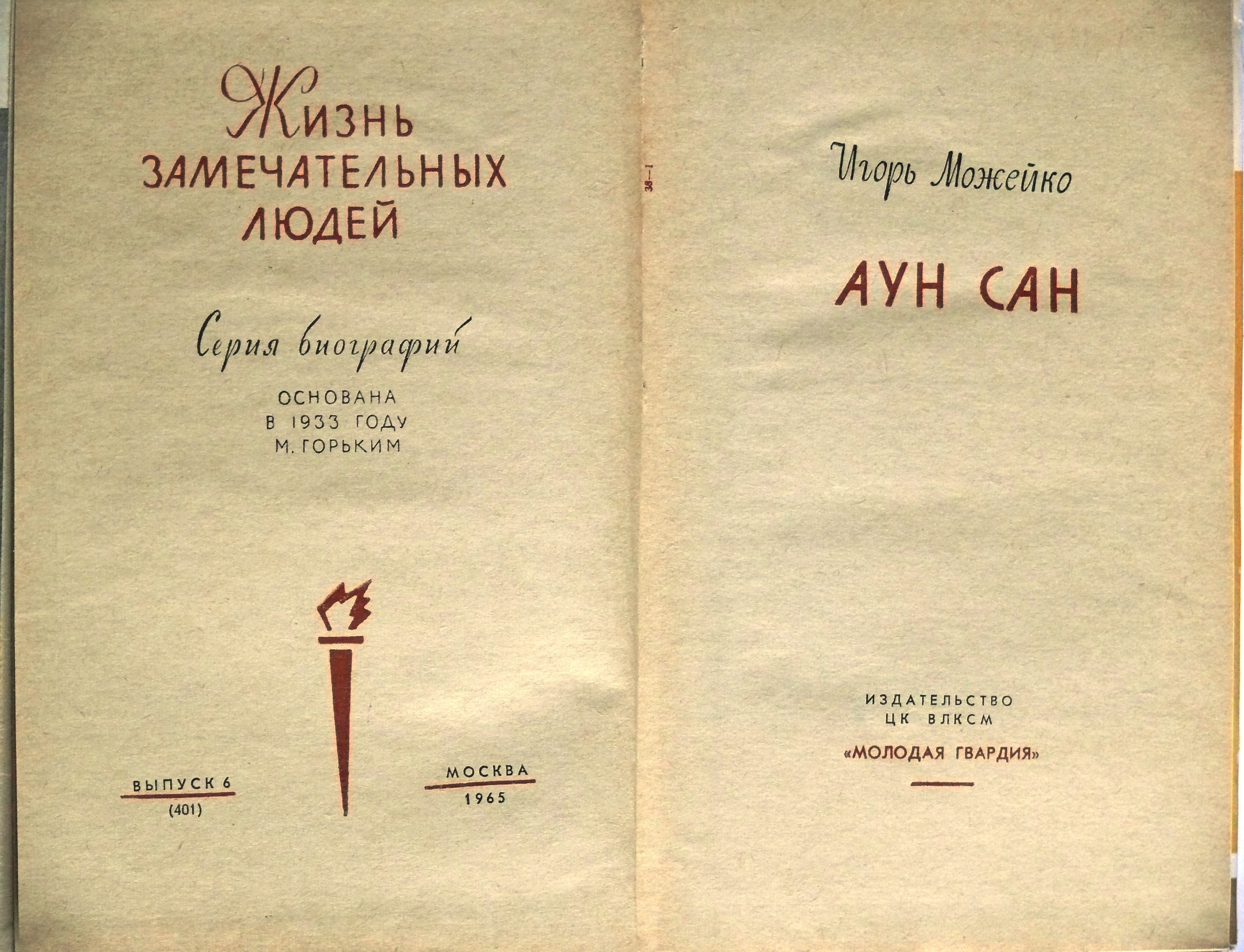
"Aung San". 1965.

#### Orientalismo
- "Aung San" ("Аун Сан").

#### Crítica literaria
- "La hijastra de la época" ("Падчерица эпохи"): colección de ensayos sobre la literatura de ciencia ficción en los  años 20 y  30.

#### Autobiografía
- "Cómo convertirse en un autor de ciencia-ficción" ("Как стать фантастом"), que fue publicada en revistas técnicas y populares.

### Cine y TV
Kir Bulîchov escribió guiones para más de 20 películas.
Algunas de las aventuras de Alicia llegaron a la pantalla, y otras se hicieron para ella: 
- 1981: El  misterio del tercer planeta (Тайна Третьей планеты), mediometraje basado su la novela El viaje de Alicia (Путешествие Алисы, escrita en 1971 y publicada en 1974), con guion suyo y con dirección de Román Kachánov.[2]

- 1984: La visitante del futuro (Гостья из будущего), miniserie de TV basada en su novela de 1977 Dentro de cien años (Сто лет тому вперед), la más conocida de las historias sobre el personaje de Alicia en el ámbito mundial. La serie, con argumento suyo y guion suyo y del director, Pável Arsiénov (Павел Арсенов: 1936 - 1999), es una de las más célebres entre los niños soviéticos de mediados de los años 80. De encarnar a Alicia se encargó Natalia Gúseva.

- 1987: La bola de color lila (Лиловый шар), largometraje basado en el cuento homónimo de 1982, con guion de Bulîchov, con dirección de Pável Arsiénov y con Natalia Gúseva en el personaje de Alicia.

- 1988: La isla del general roñoso (Остров ржавого генерала), largometraje basado en el cuento de 1967 El mariscal roñoso (Ржавый фельдмаршал, 1967), con guion suyo y dirección de Valentín Jovenko (Валентин Ховенко).

- 1988: Los prisioneros de "Yamaguiri-Maru" (Узники "Ямагири-Мару"), largometraje mixto de animación de muñecos e imagen real, con guion suyo y dirección de Aleksey Soloviov (Алексей Соловьёв).[3]

- 1990: El misterio de los tres capitanes (Загадка Трёх Капитанов).

- 1994: Una niña a la que nunca le pasa nada (Девочка, с которой ничего не случится).[4]

- 2009: El cumpleaños de Alicia (День рождения Алисы), película de dibujos animados, basada en el cuento homónimo, con guion de Andrey Zhitkov (Андрей Житков), Andrey Salomatov (Андрей Саломатов: n. 1953) y Serguey Serióguin (Сергей Серёгин: n. 1967), y con dirección de este último.[5]

- Las aventuras de Alicia. Prisioneros de los tres planetas (Приключения Алисы. Пленники трех планет).

Además de las aventuras de Alicia, otras historias de Bulîchov, originales para la pantalla o adaptadas de narraciones previas, pudieron verse en el cine o en la televisión:
- 1979: Algo pasa con el teléfono (Что-то с телефоном), cortometraje dirigido por Anatóliy Grébnev (Анатолий Гребнев). Está basado en el cuento de Bulîchov Por favor: ¿puedo hablar con Nina? (Можно попросить Нину?), del libro Media vida en el espacio.[6]

- 1980: Por los obstáculos, a las estrellas (Через тернии к звёздам), largometraje de los Estudios Gorki basado en una novela de Bulîchov, con guion suyo y del director, Richard Víktorov (Ричард Викторов: 1929 - 1983), y con música de Aleksey Ríbnikov (Алексей Рыбников: n. 1945).[7]

- 1981: El carpín (Золотые рыбки), cortometraje de Mosfilm basado en el cuento de Bulîchov Más peces de colores (Поступили в продажу золотые рыбк), del ciclo del Gran Gusliar, con guion suyo y del director: Aleksandr Vasílievich Mayórov (Александр Васильевич Майоров).[8] Se empleó la ciudad de Kaluga para representar el Gran Gusliar.

- 1981: La abducción del brujo (Похищение чародея), telefilme basado en una novela suya, y con guion suyo y del director: Gleb Selianin (Глеб Селянин: 1926 - 1984).

- 1982: Las lágrimas derramadas (Слёзы капали), largometraje de Mosfilm con guion de Bulîchov, de Gueórguiy Daniéliya (en georgiano, გიორგი დანელია; en ruso, Георгий Данелия: n. 1930) y de Aleksandr Bolodin (Александр Володин: 1919 - 2001), y dirigido por Daniéliya. Viene a ser una interpretación moderna del cuento de Andersen La reina de las nieves (Snedronningen).[9]

- 1983: El cometa, largometraje de los Estudios Gorki con guion de Bulîchov y del director principal: Ríchard Víktorov, al que ayudó Yúriy Chuliukin (Юрий Чулюкин: 1929 - 1987).

- 1984: Una oportunidad (Шанс), largometraje de Mosfilm con guion de Bulîchov y dirigido por Aleksandr Mayórov (Александр Майоров). Está basado en la novela Una poción marciana (Марсианское зелье), del ciclo del Gran Gusliar.

- 1985: Dos billetes para la India, cortometraje de dibujos animados basado en un cuento de Bulîchov, con guion suyo y con dirección de Román Kachánov.[10]

- 1988: En una calle familiar... (В одной знакомой улице…), cortometraje de Mosfilm basado en el relato de Leonid Andréyev Iván Ivánovich (Иван Иванович, 1908), con guion de Bulîchov y dirigido por Aleksandr Kozmenko (Александр Козьменко).[11] Es una reflexión sobre los acontecimientos posteriores a la revolución de 1905.

- 1988: Los sobrevivientes o Quienes sobreviven (Перевал), cortometraje de dibujos animados de Soyuzmultfilm, con guion de Bulîchov a partir de la primera parte de su novela El pueblecito (Посёлок, 1980 - 1984) y con dirección de Vladímir Tarásov (Владимир Тарасов, 1939).[12]

- 1988: El claro de los cuentos (Поляна сказок), largometraje basado en el cuento de Bulîchov El héroe indigno (Недостойный богатырь), del ciclo del Gran Gusliar, con guion suyo y con dirección de Leonid Góroviets (Леонид Горовец: n. 1950).

- 1989: La abducción del brujo, largometraje con guion suyo y del director: Víktor Kóbzev (Виктор Кобзев: n. 1956).

- 1990: La cueva de las brujas (Подземелье ведьм), largometraje de los Estudios Gorki basado en la novela homónima de Bulîchov, con guion suyo y dirección de Yuriy Moroz (Юрий Мороз: n. 1956).

## Premios
- 1982:  Premio Estatal de la Unión Soviética por los guiones de cine; en especial, por el de la película "Per aspera, ad astra".

- 1997: Premio de ficción "Aelita".

- 2000:  El Premio ABS (Premio  Arkadiy y Borís Strugatskiy) en la categoría "Crítica y periodismo", por  "Cómo llegar a ser escritor de ciencia ficción".

- 2004: A título póstumo, el Premio Caracol de Bronce y el Premio ABS en la categoría "Crítica y periodismo", por el conjunto de ensayos "La hijastra de la época" ("Падчерица эпохи").

- 2004: A título póstumo también, el Premio Aleksandr Grin por la obra del 2002 "Alicia, la chica del futuro" o "Alicia, la chica de la Tierra".